# Гонсалес, Пол
Пол Га́рса Гонса́лес (англ. Paul Garza Gonzales; род. 18 апреля 1964, Лос-Анджелес, Калифорния) — американский боксёр легчайших весовых категорий, выступал за сборную США в первой половине 1980-х годов. Чемпион летних Олимпийских игр в Лос-Анджелесе, серебряный призёр Панамериканских игр, победитель многих международных турниров и национальных первенств. В период 1985—1991 боксировал на профессиональном уровне, владел несколькими поясами второстепенного значения, был претендентом на титул чемпиона мира по версии МБФ.

## Биография
Пол Гонсалес родился 18 апреля 1964 года в Лос-Анджелесе, штат Калифорния. Первого серьёзного успеха на ринге добился в 1983 году, когда в минимальном весе выиграл национальное первенство и взял серебро на Панамериканских играх в Каракасе. Благодаря череде удачных выступлений удостоился права защищать честь страны на домашних летних Олимпийских играх 1984 года, где победил всех своих соперников (среди его оппонентов был будущий олимпийский чемпион кореец Ким Гван Сон) и завоевал тем самым золотую медаль. Кроме того, был признан самым техничным боксёром Олимпиады, за что получил престижный трофей — Кубок Вэла Баркера.
Вскоре после успеха на Олимпийских играх Гонсалес решил попробовать себя среди профессионалов и уже в августе 1985 года провёл свой первый профессиональный бой — единогласным решением судей победил мексиканца Хосе Торреса. В течение нескольких последующих лет выступал с попеременным успехом, выиграл несколько второстепенных титулов, в том числе стал чемпионом Североамериканской боксёрской федерации в наилегчайшем весе, однако в июле 1986 года в бою за пояс чемпиона Боксёрской ассоциации Соединённых Штатов потерпел неожиданное поражение от не самого сильного соотечественника Рея Меделя. Несмотря на неудачу, Гонсалес продолжил выходить на ринг, и летом 1990 года ему выпал шанс побороться за титул чемпиона мира в легчайшем весе по версии Международной боксёрской федерации (МБФ). Действующего чемпиона Орландо Каньисалеса ранее он уже побеждал, но на этот раз взять верх ему не удалось — бой пришлось остановить уже во втором раунде из-за серьёзного рассечения над глазом.
Карьеру профессионального боксёра Пол Гонсалес продолжал ещё в течение года, но каких-либо серьёзных успехов не добился и вскоре принял решение покинуть ринг. После завершения карьеры некоторое время занимался бизнесом, торговал автомобилями. В настоящее время работает тренером по боксу в одном из боксёрских залов Восточного Лос-Анджелеса.